# Crotonella mazatlana
Crotonella mazatlana är en spindeldjursart som beskrevs av Tuttle, Baker och Abbatiello 1974. Crotonella mazatlana ingår i släktet Crotonella och familjen Tetranychidae. Inga underarter finns listade i Catalogue of Life.